# Joyride (album)
Joyride – trzeci album studyjny szwedzkiego duetu Roxette. Został wydany 28 marca 1991 jako następny po wydanym trzy lata wcześniej Look Sharp! i miał powtórzyć jego sukces. Zyskał ogromną popularność na całym świecie i do dziś jest uważany za największy komercyjny sukces zespołu oraz szczyt jego popularności - sprzedał się w ilości 11 mln egzemplarzy, a wszystkie single zdobyły bardzo wysokie miejsca na listach przebojów całego świata, w tym w Polsce. Dzięki tej płycie, Roxette stało się jednym z najważniejszych zespołów muzycznych, które odniosły sukces w 1991 i ugruntowało swoje miejsce wśród najbardziej znanych zespołów muzyki popularnej. Piosenki z Joyride wciąż są szeroko znane na całym świecie i uważane za jeden z symboli muzyki początku lat 90. XX wieku.
Utwory z Joyride w porównaniu do tych z poprzedniego albumu Look Sharp! i następnego Crash! Boom! Bang! są znacznie bardziej zbliżone do muzyki pop niż rocka, mniej ostre i dynamiczne, lecz bardziej melodyjne.
Album ten był promowany największą w dotychczasowej historii zespołu trasą koncertową Join the Joyride! World Tour 1991/92, podczas której odbyło się 108 koncertów obejrzanych przez 1,7 mln osób.

## Lista utworów
1. Joyride – 4:24
2. Hotblooded – 3:18
3. Fading Like a Flower (Every Time You Leave) – 3:52
4. Knockin' on Every Door – 3:56
5. Spending My Time – 4:36
6. I Remember You [tylko na europejskiej wersji płyty] – 3:54
7. Watercolours in the Rain – 3:40
8. The Big L. – 4:26
9. Soul Deep – 3:34
10. (Do You Get) Excited? – 4:16
11. Church of Your Heart – 3:16
12. Small Talk – 3:53
13. Physical Fascination – 3:27
14. Things Will Never Be the Same – 4:26
15. Perfect Day – 4:05